# Lorenzo Vaccaro
Lorenzo Vaccaro, född 1655 i Neapel, död 10 augusti 1706 i Torre del Greco, var en italiensk skulptör under senbarocken.
Lorenzo Vaccaro var son till en jurist. Han var lärjunge till Cosimo Fanzago och Dionisio Lazzari samt nära vän till Francesco Solimena. Hans son Domenico Antonio Vaccaro var också skulptör.